# خالد موسى أبوحسان
خالد موسى أبو حسان (1975-) رجل أعمال ونائب في مجلس النواب الأردني، من محافظة اربد، من لواء الرمثا يشغل عدد كبير من المناصب الفخرية والخيرية وايضا في مجال الأعمال. يرأس شركة الرواسي لادارة المشاريع الترفيهية.

## مجلس النواب
خاض أبو حسان الانتخابات النيابية الأردنية 2016 عبر دائرة اربد الثانية والتي تشمل الرمثا والطرة والشجرة وعمراوة والذنيبة. وفاز بالمقعد النيابي بعد حصوله على 9877 صوت. 
. وتراس في مجلس النواب عددا من اللجان الدائمة، منها لجنة الخدمات العامة والنقل في الدورة العادية الأولى والدورة الثالثة، وايضا لجنة العمل والتنمية الاجتماعية والسكان خلال انتخابات المكتب الدائم في الدورة العادية الرابعة. كما أصبح عضواً في اللجنة المالية في الدورة العادية الثانية.

## أعماله
يراس خالد أبو حسان عددا من الشركات الخاصة له بصفته رجل أعمال منها مدير عام شركة الرواسي لادارة المشاريع الترفيهية والتي تملك مجموعة شركات داخل اربد سيتي سنتر (في مدينة اربد) الذي يعد أكبر سوق تحاري في شمال الأردن، أيضا مدير عام الشركة الأردنية لمراكز التسوق.

## مناصب أخرى
بشغل خالد أبو حسان عددا من المناصب منها رئيس النادي العربي (مدينة اربد) في الانتخابات عام 2013.